# Cabaret Maxime (Film)
Cabaret Maxime ist ein amerikanisch-portugiesischer Spielfilm aus dem Jahr 2018 des portugiesischen Regisseurs Bruno de Almeida. Er lief am 31. Mai 2018 in den portugiesischen Kinos an.

## Handlung
Benni Gazza betreibt einen Nachtklub, das Cabaret Maxime. Mit zunehmendem Interesse an der Immobilie steigt der Druck von verschiedenen Akteuren aus der Unterwelt und anderen Geschäftsleuten. Gazza widersetzt sich jedoch den Versuchen, mit Prostitution oder Immobiliengeschäften das schnelle Geld zu machen. Er möchte statt des leichten Profits lieber seinen liebgewonnenen Nachtklubbetrieb in gewohnter Weise fortführen. In diesem Konflikt stehen ihm gefährliche Figuren gegenüber, aber auch Freunde bei, insbesondere seine Gefährtin, die trinkfeste Tänzerin Stella.

## Rezeption und Produktion
Der atmosphärische Independentfilm spielt in seinem Titel an den traditionsreichen Lissabonner Nachtklub Cabaret Maxime an. Die Handlung orientiert sich an klassischen Gangsterfilmen, behandelt im Kern aber die in Lissabon fortschreitende Gentrifizierung.
Gedreht wurde der Film im Ausgehviertel am Cais do Sodré, wo der fiktive Nachtklub zwischen anderen Bars und Klubs funktioniert (der originale Nachtklub Cabaret Maxime befand sich am Praça da Alegria-Platz, unweit der Avenida da Liberdade).
Wie in The Lovebirds spielen auch hier wieder Michael Imperioli und Ana Padrão das zentrale Paar.
Die Kritik hob die gelungenen Schauspielleistungen und die melancholische, nostalgisch anmutende Stimmung des Filmes hervor, insbesondere seine von Lopes, Cassavetes und Scorsese beeinflusste, vom urbanen Nachtleben erzählende Geschichte, die aber mitunter auch als zu nostalgisch bezeichnet wird.